# Тортугеро (город майя)
Тортугеро (исп. Tortuguero) («Черепашья земля») — городище цивилизации майя, расположенный на территории современного штата Табаско, Мексика.
Тортугеро был сильно повреждён грабежами и современной застройкой. В 1960-х прямо в городе был построен цементный завод.

## Исследование
Впервые Тортугеро посетили Хосе Доминго Рамирес Гарридо, Лимбано Бландин и Франсиско Хавьер Сантамария зимой 1914 года.
В 1922 году археологом Франсом Бломом и энтомологом Оливером ла Фарджем было проведено исследование, которое координировалось Тулейнским университетом. Список того, что они нашли был описан в их книге «Tribus y Templos».

## Известные правители
- Акуль-Кук (начало VI века)
- Ик-Муй-Муван I (начало VII века — 644)
- Балам-Ахав (644 — 679)
- Ик-Муй-Муван II (644)

## Стела № 6

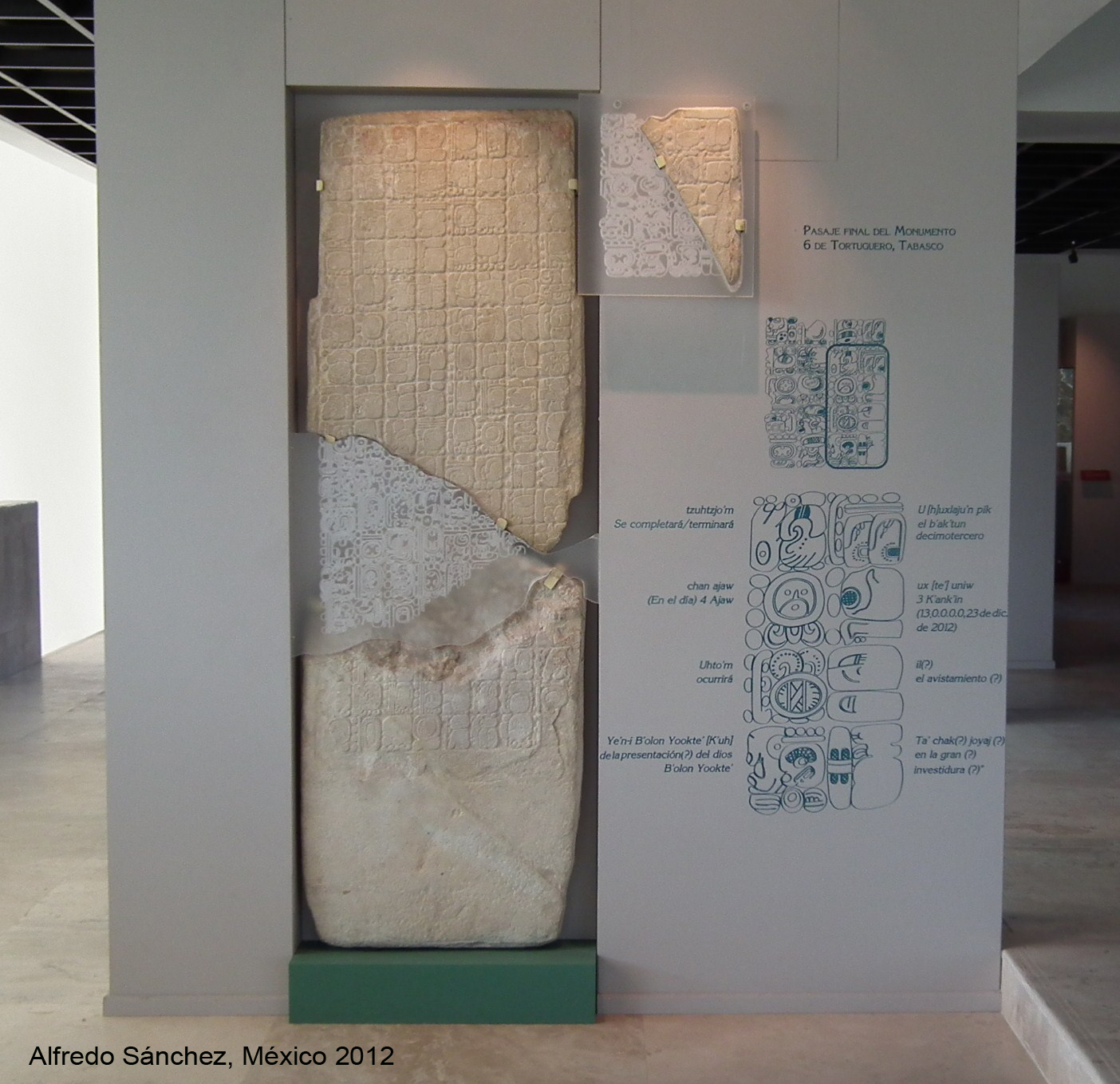
Стела № 6

Стела № 6 из Тортугеро говорит о важных событиях в конце 13-го бактуна (21 января 2012 года). Стела дошла до нас в повреждённом состоянии.

По мнению Николая Грубе, Симона Мартина и Марка Цендера на стеле написано, что в конце 13-го бактуна (21 января 2012 года) с небо снизойдет «нечто», никак не связанное с концом света. Антропологи Сьюзан Гиллеспи и Розмари Джойс утверждают, что с неба снизойдёт божество по имени Болон-Йокте-Кух.

Изображение Болон-Йокте-Куха, на вазе Семи Богов

По мнению Свена Гронемейера и Барбары Маклеод в конце 13
-го бактуна будет возможность увидеть Болон-Йокте-Куха в великолепном одеянии. По мнению тех же авторов, речь идёт о религиозной церемонии, в которой жрец, изображающий Болон-Йокте-Куха, должен шествовать в соответствующих одеждах.